# Walckenaeria striata
Walckenaeria striata là một loài nhện trong họ Linyphiidae.
Loài này thuộc chi Walckenaeria. Walckenaeria striata được Jörg Wunderlich miêu tả năm 1987.